# Saapivano
Saapivano (em latim: Sahapivanus) ou Xaapivã (em armênio: Շահապիվան; romaniz.: Šahapivan; lit. "prefeito") foi uma cidade do distrito (gavar) de Zalcota, da província de Airarate, do Reino da Armênia. 

## História
Saapivano pertencia distrito (gavar) de Zalcota, da província de Airarate, do Reino da Armênia. Sabe-se que estava na margem esquerda do curso superior do rio Murate, mas proximidades dos montes Salcanse, contudo é imprecisa a localização exata. Foi sugerido que possa ser a moderna Diadine, mas não há confirmação para essa hipótese. Suren Eremyan propôs que estivesse ao sul da cidade de Zareavã. Na Antiguidade, o festival de Ano-Novo (Navassarde) também era celebrado aqui. Uma história semitradicional afirma que foi em Saapivano que Tiridates III (r. 298–330) e seu exército foram convertidos ao cristianismo.
No século IV, estava perto de uma das reservas de caça da dinastia arsácida e nela ficava a "casa de campo" (bun banak) do rei. Moisés de Corene atribuiu a posse dela aos Genúnios, alegando que foi dada a Genelo por seu avô, mas isso aparenta ser um erro do cronista, pois os Genúnios governavam no distrito vizinho de Aliovita. Tanto nos tempos da dinastia arsácida quanto durante o período no qual a Armênia era uma das províncias do Império Sassânida sob um marzobã, Saapivano serviu como campo de treinamento no verão. Em meados do século V, foi o local de um importante concílio (443/4) da Igreja Apostólica Armênia conveniado pelo católico José I (r. 439/40–452). Nesse tempo, não aparenta ter sido um centro urbano relevante, pois nesse ponto são feitas apenas menções ao mosteiro próximo.